# Anne Akiko Meyers

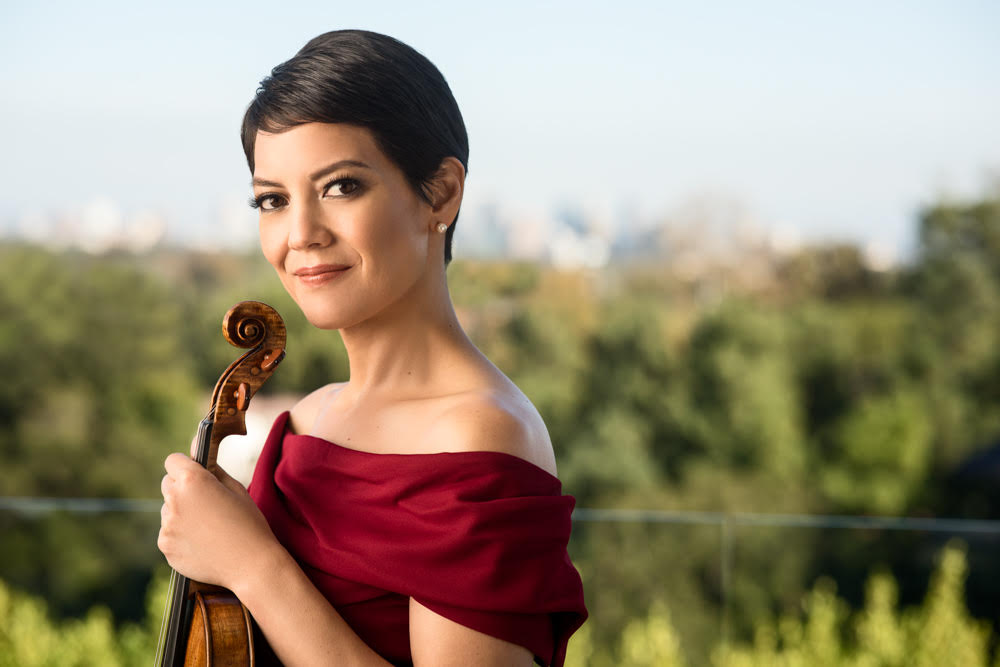
Anne Akiko Meyers in California nel novembre 2017

Anne Akiko Meyers (San Diego, 15 maggio 1970) è una violinista statunitense.

## Biografia
Anne Akiko Meyers è nata a San Diego in California. Ha iniziato gli studi con Shirley Helmick e con Alice ed Eleonore Schoenfeld alla Colburn School of Performing Arts di Los Angeles. 
Ha debuttato con un’orchestra locale all'età di 7 anni, si è poi esibita con la Los Angeles Philharmonic, e la New York Philharmonic dirette da Zubin Mehta all'età di 12 anni. 
Ha poi studiato con Josef Gingold all’Indiana University e Dorothy DeLay, Felix Galimir e Masao Kawasaki alla Juilliard School di New York. Dopo aver completato gli studi alla Juilliard School all’età di 20 anni, ha iniziato una serie di tour internazionale. A 16 anni, la Meyers ha firmato un contratto con l’ICM. Due anni dopo ha registrato il suo primo album a Londra presso gli Abbey Road Studios, con i concerti di Barber e Bruch con la Royal Philharmonic Orchestra. In seguito ha firmato un contratto esclusivo con la RCA Red Seal. 
A inizio carriera ha suonato lo Stradivari “Reale Spagnolo” (1730), poi lo Stradivari “Molitor” (1697). Nel 2012, un acquirente anonimo ha acquistato il Guarneri del Gesu “Vieuxtemps” (1741) e ne ha concesso l’uso alla Meyers.